# Martín Mazzucco
Martín Esteban Mazzucco, apodado "el Pituco", (21 de febrero de 1974, La Plata, Provincia de Buenos Aires, Argentina) es  un exfutbolista argentino que jugó en Estudiantes de La Plata. 

## Trayectoria
- 1993/98 Estudiantes de La Plata (Primera A)
- 1998/99 Club Atlético Tigre (B Nacional) jugó 28 partidos e hizo 5 goles.
- 1999/2000 Estudiantes de La Plata (Primera A)
- 2000/01 Club Atlético Banfield (B Nacional) jugó 24 partidos e hizo 2 goles.
- 2001/02 Quilmes Atlético Club (B Nacional)
- 2002/03 Club Atlético Huracán (Primera A)
- 2003/04 Sarmiento de Junín (Primera B)
- 2004/05 La Plata Fútbol Club (Argentino B)
- 2005/06 La Plata Fútbol Club (Argentino A)
- 2006/07 Club Atlético Atlanta (Primera B)

- Datos: Q6002789